# Łukasz Wójt
Łukasz Wójt (ur. 13 maja 1982 w Gdańsku) – polski pływak specjalizujący się w stylu dowolnym i zmiennym.
Występuje w klubie EOSC Offenbach, a trenerem jego jest matka Danuta Wójt. Na co dzień mieszka i trenuje w Niemczech. Jest wnukiem pierwszego polskiego rekordzisty świata w pływaniu - Marka Petrusewicza.

## Osiągnięcia
- Brązowy medalista mistrzostw Europy w Rijece w 2008 (basen 25 m)
- Brązowy medalista na 200 m st. zmiennym Uniwersjady 2007 w Bangkoku
- Wielokrotny finalista mistrzostw Europy
- Wielokrotny medalista mistrzostw Niemiec
- Rekordzista Polski seniorów na 200 m st. zmiennym (basen 50 m)

Wywalczył brązowy medal pływackich mistrzostw Europy na krótkim basenie 2008 w Rijece w wyścigu na 400 m st. zmiennym. Polak, który w finale wynikiem 4:05,13 ustanowił rekord kraju, przegrał z Austriakiem Dinko Jukiciem - 4:03,01 oraz Węgrem Gergo Kisem - 4:03,81. 
Poprzedni rekord Polski należał od 12 listopada 2005 roku do Pawła Korzeniowskiego i wynosił 4:08,25.
Startował w  igrzyskach olimpijskich w Pekinie, gdzie zajął 26. miejsce w wyścigu na 200 m stylem zmiennym i 14. w sztafecie 4 × 200 m stylem dowolnym.